# Living Tribunal
Living Tribunal este o entitate cosmică din benzile desenate americane⁠(d) publicate de Marvel Comics. Personajul a apărut pentru prima dată în Strange Tales #157 din iunie 1967 și a fost creat de Stan Lee, Marie Severin⁠(d) și Herb Trimpe⁠(d).
Living Tribunal apare într-o scenă din filmul Doctor Strange în Multiversul Nebuniei al Universului Cinematografic Marvel⁠(d) (2022).

## Istoric
Living Tribunal a apare pentru prima dată în povestea „The Sands of Death” din Strange Tales #157–163 (iunie - decembrie 1967). Personaj cu puteri nelimitate, acesta a apărut de-a lungul anilor în reviste de benzi desenate precum What If⁠(d) #32 (aprilie 1982), Rom⁠(d) #41 (aprilie 1983) și Secret Wars II⁠(d) #6 (decembrie 1985). A oferit indicii cu privire la natura sa și la adevăratul său rol în Silver Surfer⁠(d) (vol. 3) #31 (decembrie 1989).
După scurte apariții în rol de observator în Guardians of the Galaxy⁠(d) #16 (septembrie 1991) și Quasar⁠(d) #26 (sept. 1991), personajul a avut un rol semnificativ în Infinity Gauntlet⁠(d) #1–6 (iulie–decembrie 1991), Warlock and the Infinity Watch⁠(d) #1 (februarie 1992) și DC vs. Marvel⁠(d) #1–4 (aprilie–mai 1996). Rolul său a fost în cele din urmă extins în She-Hulk (vol. 2) #12 (noiembrie 2006).
Living Tribunal a fost prezentat în seria de benzi desenate Marvel: The End⁠(d) din 2003. Personajul a apare în Time Runs Out⁠(d) și intră în conflict cu  Beyonders⁠(d).

## Biografie
Living Tribunal este o entitate care controlează și menține echilibrul în realitățile care constituie multiversul⁠(d) Marvel Comics, inclusiv universul prim⁠(d) și toate universurile paralele. Acesta este judecător al întregului multivers.
Personajul este întâlnit pentru prima dată de Doctor Strange. Acesta îi aduce la cunoștință că intenționează să distrugă Pământul pentru binele comun, acesta fiind considerat o posibilă sursă de rău. Doctor Strange reușește să-l convingă că binele existentă pe planetă, iar acesta cruță Pământul. De asemenea, Living Tribunal i se înfățișează cavalerului spațial Rom⁠(d). Acesta reapare pentru scut timp alături de celelalte entități cosmice într-o discuție despre personajul Beyonder⁠(d) și îi dezvăluie fostului mesager al lui Galactus - Silver Surfer⁠(d) - că cele trei fețe ale sale reprezintă „Echitatea” (față cu glugă), „Răzbunarea” (față parțial învăluită) și „Necesitatea” (față complet învăluită). A patra latură a capului său este un vid, personajul pretinzând că entitatea cosmică Stranger⁠(d) a existat cândva ca parte a ființei sale. Living Tribunal a fost martor la triumful eroului Quasar⁠(d) — întrupare a entității cosmice Infinity — asupra răufăcătorului Maelstrom⁠(d) (întrupare a entității Oblivion).
Puterile personajului sunt practic nelimitate, deoarece entitatea împiedică utilizarea pietrele infinitului⁠(d) la unison, cu toate că el însuși este subordonat unei alte entități denumite „One-Above-All⁠(d)” (a nu se confunda cu entitatea cu același nume din grupul Celestial⁠(d)).
Omul de fier și Uatu⁠(d) descoperă cadavrul descompus al entității pe suprafața Lunii, fără să găsească vreun indiciu despre cine l-a ucis. Când personajul Yellowjacket⁠(d) s-a aventurat în multivers în povestea Time Runs Out, a descoperită cauza morții sale: Living Tribunal a fost ucis de către Beyonders în timp ce încerca să oprească anihilarea multiversului Marvel.
Într-o versiune alternativă, Adam Warlock preia responsabilitățile personajului la ordinul entității One-Above-All (menționat aici sub numele de „Above-All-Others”).

## În mass-media
- Christopher Markus și Stephen McFeely⁠(d), scenariștii filmelor Răzbunătorii: Războiul Infinitului și Răzbunătorii: Sfârșitul jocului din Universul Cinematografic Marvel, au dezvăluit că în scenariul original, Living Tribunal urma să apară pentru a-i judeca pe Thanos⁠(d) pentru crimele săvârșite împotriva universului.[17][18]
- Living Tribunal apare în filmul Doctor Strange în Multiversul Nebuniei.[19]